# Lunas de automóvil

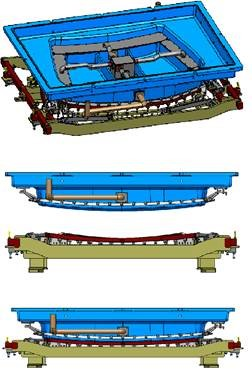
Molde de producción de vidrio por prensado

Las lunas de un automóvil incluyen el parabrisas, las ventanas laterales, la luneta trasera y el techo con paneles de vidrio del vehículo, si bien determinados tipos de coches pueden carecer de uno o de varios de estos elementos. En general, sirven para aislar del exterior el habitáculo del vehículo, protegiendo a sus ocupantes de las inclemencias del clima. Constituyen un elemento de seguridad que contribuye a dar rigidez a la carrocería y que en última instancia impide que los pasajeros salgan despedidos en caso de colisión.

## Características generales

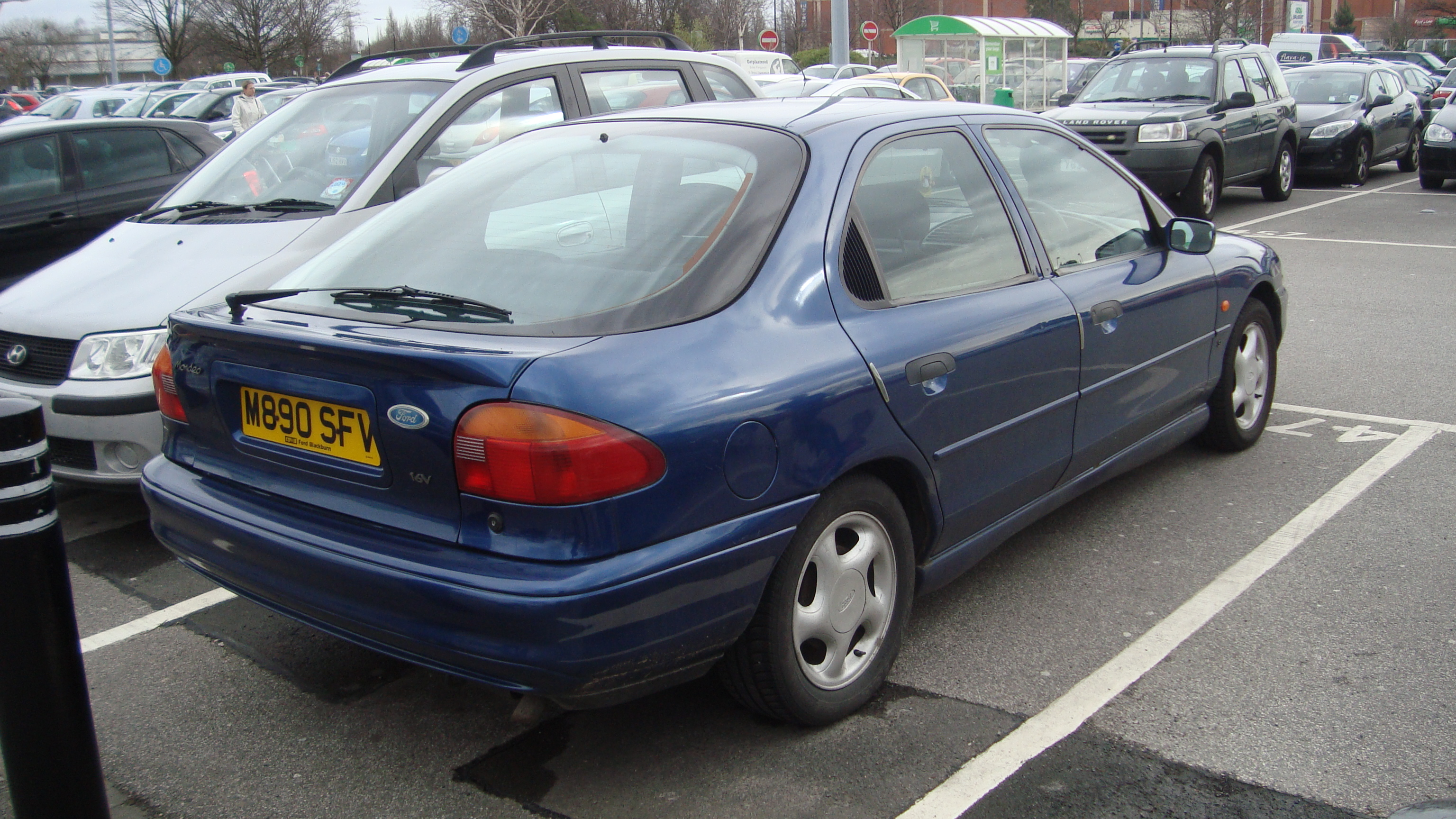
Luneta posterior de un Ford Mondeo de 5 puertas (1994)

- El parabrisas es el elemento principal del conjunto de las lunas de un automóvil. Su función primordial es brindar protección y seguridad a sus ocupantes frente al impacto de pequeños elementos proyectados desde la carretera.[1] Es un elemento adherido a la carrocería, fabricado con vidrio laminado, un material que consta de dos capas de vidrio rodeando a una tercera capa de vinilo situada en medio.[2] Este tipo de vidrio evita que el parabrisas se astille o forme filos cortantes en caso de impacto, reduciendo así el riesgo de que los ocupantes sufran cortes de gravedad si se produce una colisión, y evitando en última instancia que salgan despedidos del vehículo. Además, contribuye a la rigidez estructural de la carrocería, aportando una mayor resistencia al hundimiento del techo en caso de vuelco.[3] Aunque la norma general es que sea un elemento fijo, existen algunos modelos de automóvil (especialmente todoterrenos sin techo), en los que el parabrisas va montado sobre un marco dotado de unas bisagras, que permiten abatirlo sobre el capó. Así mismo, la gama de coches Chrysler Airflow de la década de 1930, disponía de un curioso mecanismo de compás, que permitía abrir ligeramente cada una de las dos mitades del parabrisas, haciéndolas girar sobre unas bisagras colocadas en su parte superior. Hasta bien entrada la década de 1950, solían ser un vidrio plano (o una combinación de dos vidrios planos, formando una especie de quilla central), pero desde entonces se ha generalizado el uso de vidrios curvados.

- La luneta trasera es la pieza de vidrio opuesta al parabrisas de un vehículo. Se trata igualmente de una pieza fija, fabricada de vidrio templado, un material también conocido como vidrio de seguridad, que cuando se rompe se hace añicos en pedazos pequeños y redondeados. Puede contener resistencias calefactoras o una antena de radio, según el año, la marca y el modelo del vehículo.[4] Por lo general, es más pequeña que el parabrisas, aunque existen algunos coches con portón trasero, en los que pueden alcanzar dimensiones parecidas o incluso superiores. Antiguamente solía ser un vidrio plano, pero desde la década de 1960, se han utilizado cada vez más diseños curvados.

- Las ventanas laterales o ventanillas, se pueden fijar o subir y bajar por distintos sistemas: presionando un botón (mediante elevalunas eléctricos), o utilizando una manivela girada a mano (aunque en algunos modelos antiguos se utilizaron ventanas correderas o colgadas; véase elevalunas). Como la luneta trasera, por lo general están fabricadas con vidrio templado, aunque de menor espesor al ser de dimensiones más pequeñas. Suelen ser planas para facilitar que se puedan deslizar por el interior de la puertas cuando se abren, aunque no necesariamente.

- Pueden existir otros tipos de lunas en un vehículo, como los techos solares de vidrio (ya sean fijos, retráctiles o abatibles), ventanillas de esquina (elementos fijos dispuestos para acristalar vanos que las ventanas laterales no pueden alcanzar a cubrir, o huecos practicados en los pilares para mejorar la visibilidad), o las denominadas ventanas de ópera (dispuestas principalmente con fines estilísticos)

- La mayor parte del vidrio de los vehículos se mantiene en su lugar mediante ranuras de montaje, que también sirven para reducir la dispersión de fragmentos de cristal en caso de rotura. Hasta principios de la década de 1990, las ventanillas delanteras y traseras estaban revestidas con gomas. Posteriormente, para mejorar la rigidez de los vehículos y debido a la introducción de airbags, prevaleció el pegado del vidrio. El airbag del lado del pasajero se basa en la apertura desde el interior contra el parabrisas, por lo que también debe soportar la carga así creada. Hoy en día, los parabrisas son partes estructurales de la carrocería, aportando una proporción significativa a la rigidez de la misma.

- Algunos vehículos pueden incluir vidrios especiales o distintos accesorios vinculados a sus cristales, como:
  - Persianas para el sol en las ventanas laterales posteriores y en la luneta trasera.
  - Vidrios de distintos colores: blanco, azul, bronce o verde, con bandas de protección solar azules, verdes o grises.
  - Vidrios tintados mediante películas adheridas, que filtran la radiación ultravioleta exterior o que permiten reducir el calor irradiado.
  - Vidrios tratados con una película firmemente adherida al interior del vidrio con una sustancia metálica, incrementando el calor irradiado.
  - Antenas para la radio del coche embebidas.
  - Sensores que detectan la lluvia, la luz o la formación de vaho.
  - Tratamientos con sustancias autolimpiantes o repelentes al agua.
  - Visualización head-up (HUD), un sistema que proyecta sobre el parabrisas información como la velocidad del vehículo, instrucciones de navegación o pantallas de control.
  - Equipamiento con soportes para sistemas de asistencia al conductor (LIDAR, cámara frontal); para el reconocimiento de señales de tráfico, situaciones peligrosas (frenado de emergencia) y mantenerse en el carril mientras se conduce (asistente de mantenimiento de carril).

## Historia

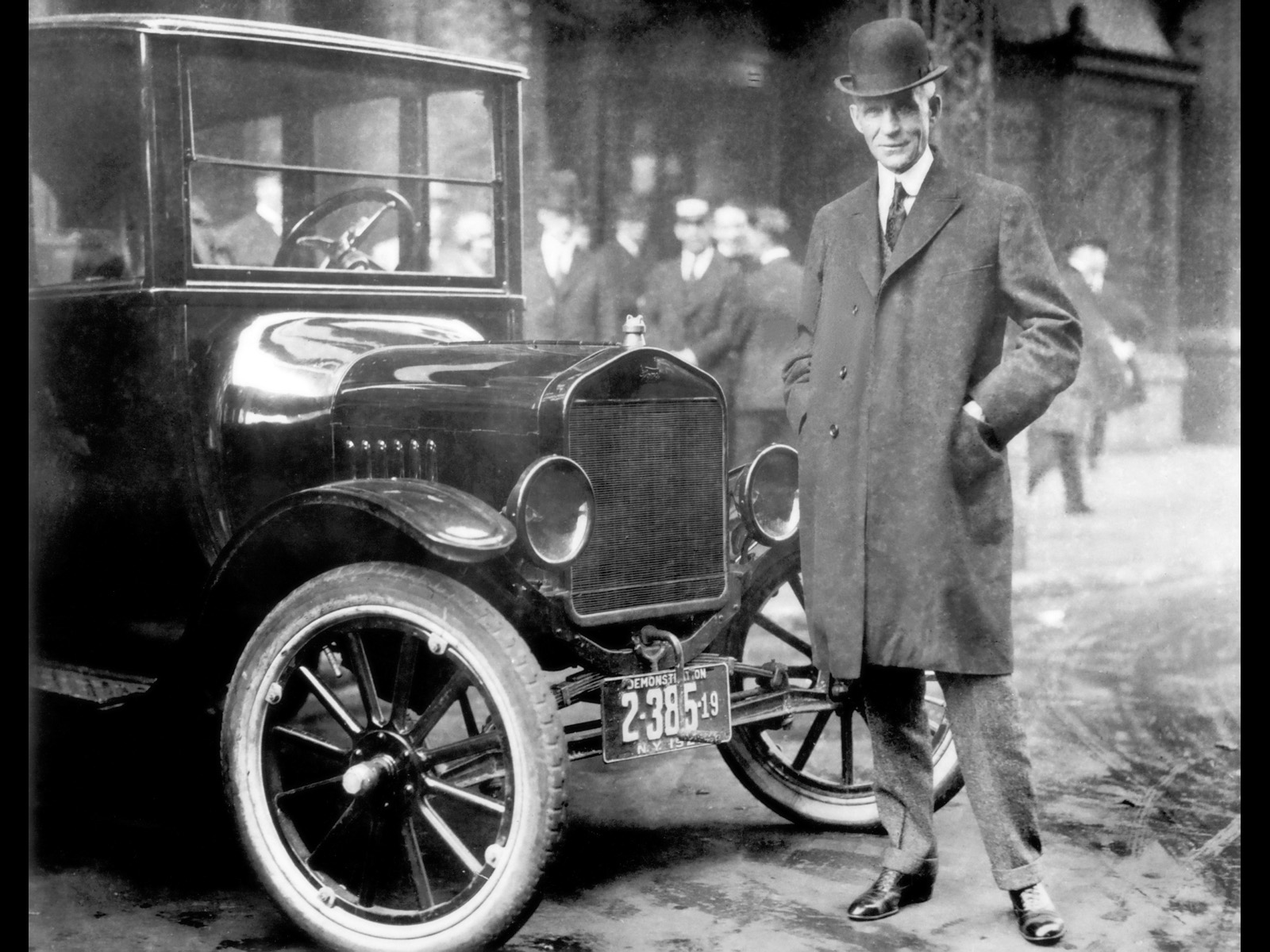
Henry Ford junto a un Ford T, en el que se puede ver su parabrisas de vidrio plano dividido horizontalmente por la mitad

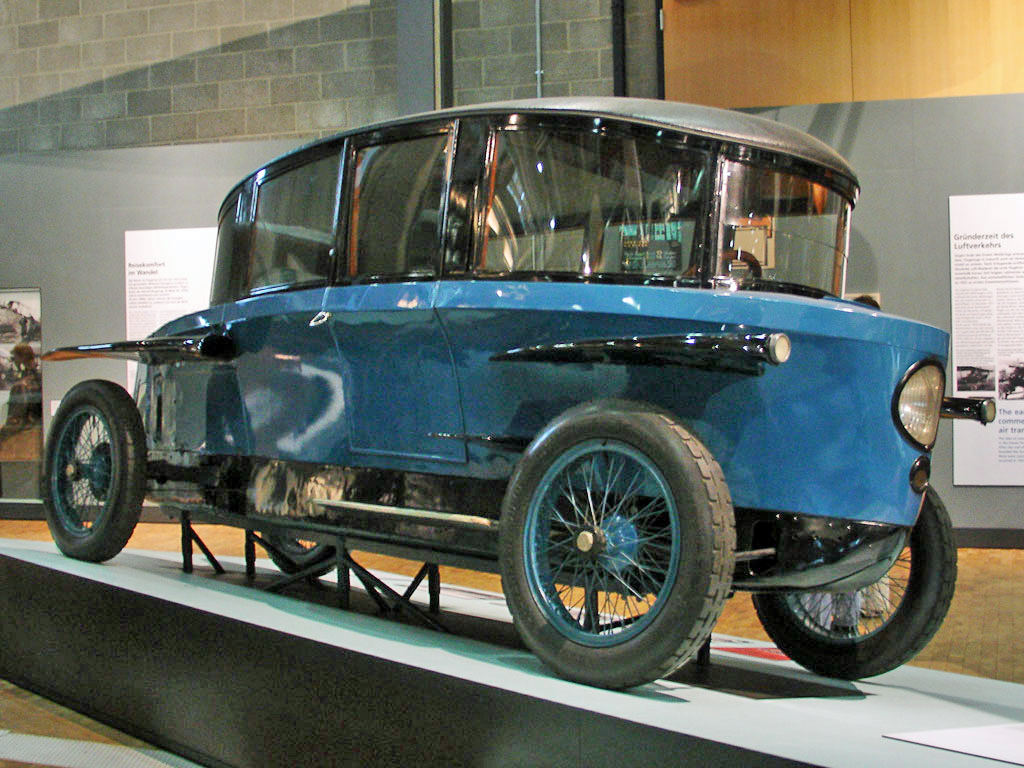
Perímetro totalmente acristalado de un Rumpler Tropfenwagen (Museo Técnico Alemán de Berlín)

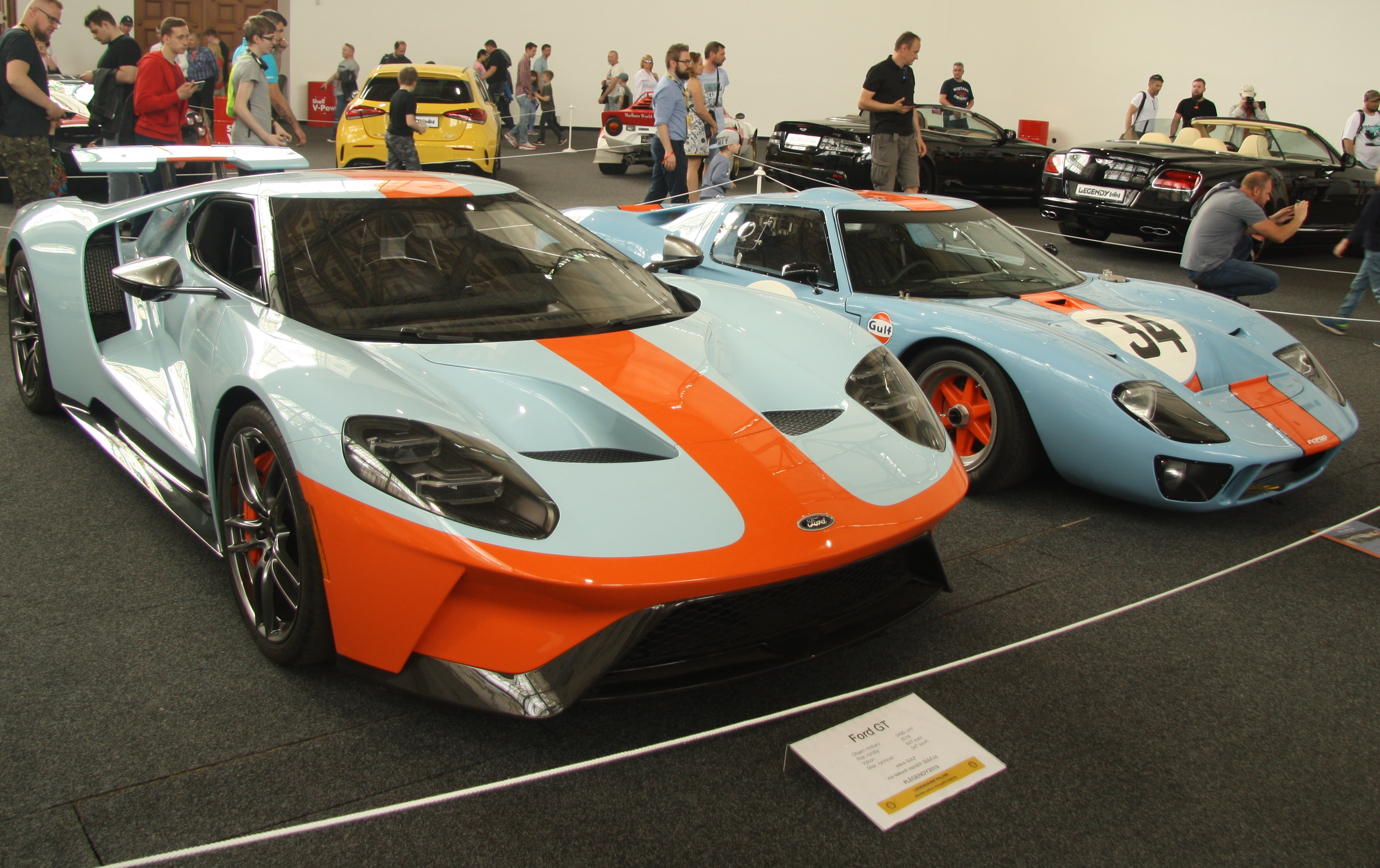
Ford GT de 2016, acristalado con Gorilla Glass

Los primeros automóviles eran totalmente abiertos, y por lo tanto, carecían de un habitáculo que se pudiera cerrar. El conductor y los pasajeros quedaban en sus asientos totalmente desprotegidos de las inclemencias climatológicas. Por entonces, era habitual que se utilizaran gafas de protección y ropa de abrigo. Más adelante, comenzó a montarse un parabrisas en la parte delantera del vehículo, con el fin de proteger a los viajeros del flujo de aire, de las salpicaduras de agua, del impacto de insectos y de las partículas de suciedad arrastradas con el aire. Se utilizó vidrio plano simple, que en caso de rotura podía causar lesiones graves. Con la adopción de cabinas cerradas (inicialmente solo para los pasajeros), los fabricantes también instalaron ventanas laterales.
El propio Henry Ford, preocupado por este problema de seguridad y por las dificultades de suministro del vidrio que necesitaba para sus coches, encargó en la década de 1920 a uno de sus ingenieros más destacados, Clarence Avery, que desarrollase un procedimiento de fabricación de lunas planas más resistentes y baratas.
Un invento clave en el posterior desarrollo de los parabrisas, el vidrio laminado, ya había sido ideado por el químico francés Édouard Bénédictus, quien lo patentó en 1909. En 1911 fundó la «Sociedad del Vidrio Triplex», que fue absorbida por Saint-Gobain en 1927.
Sin embargo, su implantación en el mundo del automóvil todavía se retrasaría dos décadas, debido a su alto precio y a su tendencia a decolorarse. El descubrimiento del butiral de polivinilo por Carleton Ellis en 1938, permitió fabricar vidrios laminados cromáticamente estables, lo que abrió definitivamente la industria del automóvil a este producto.
Los primeros parabrisas de serie fueron introducidos por el fabricante estadounidense Oldsmobile en 1915, aunque el Ford T ya los ofrecía como opción desde 1908. El Rumpler Tropfenwagen, un vehículo de origen austríaco fabricado entre 1921 y 1925, fue el primer automóvil en presentar cristales de vidrio curvos.
La introducción de los primeros parabrisas laminados se produjo en 1926, de la mano de la marca Rickenbacker, si bien su presencia no se generalizó hasta que Ford comenzó a utilizarlo en sus vehículos a partir de 1939 con el nombre de "Indestructo".
Desde comienzos de la década de 1930, fabricantes como Cadillac y Chevrolet adoptaron parabrisas cada vez más inclinados por motivos estéticos y aerodinámicos, y en 1936 General Motors presentó los parabrisas divididos verticalmente en dos partes unidas por un parteluz intermedio con aspecto de quilla.
En 1934, Chrysler presentó un novedoso parabrisas curvado de una sola pieza en su modelo Airflow Custom Imperial 8, y habría que esperar hasta 1951 para que General Motors incluyera en su prototipo Buick LeSabre un diseño de parabrisas panorámico, que envolvía en una sola pieza la sección frontal y parte de las ventanillas laterales delanteras. 
Un último hito en la tecnología de los vidrios en el sector del automóvil ha sido la presentación del Ford GT en 2016, cuyas lunas están fabricadas con el Gorilla Glass, un vidrio extraordinariamente resistente y ligero desarrollado inicialmente para las pantallas de los teléfonos móviles.
Fabricación
Hasta 1900, el vidrio para ventanas se producía exclusivamente mediante el proceso de moldeo por soplado. En 1905, el belga Émile Fourcault logró obtener por primera vez una hoja de vidrio directamente del vidrio fundido, y en 1917, el estadounidense Colburn desarrolló un proceso diferente con el apoyo de la empresa Libbey Owens Society. En 1928, la Pittsburgh-Plate-Glass-Company combinó las ventajas del método de Fourcault con las del método de Libbey-Owens.
A esto siguió el desarrollo de procesos de rectificado continuo para paneles de vidrio de gran superficie. A finales de la década de 1950, Alastair Pilkington y Kenneth Bickerstaff inventaron el proceso de vidrio flotado, un método revolucionario de fabricación de vidrio plano de alta calidad por flotación de vidrio fundido sobre un baño de estaño, evitando la costosa necesidad de alisar y pulir el vidrio plano para dejarlo totalmente transparente.
La mayoría de los cristales integrados en los vehículos son curvos. Para darles forma, se utiliza el proceso de curvado por gravedad o bien el proceso de prensado.

## Reparación

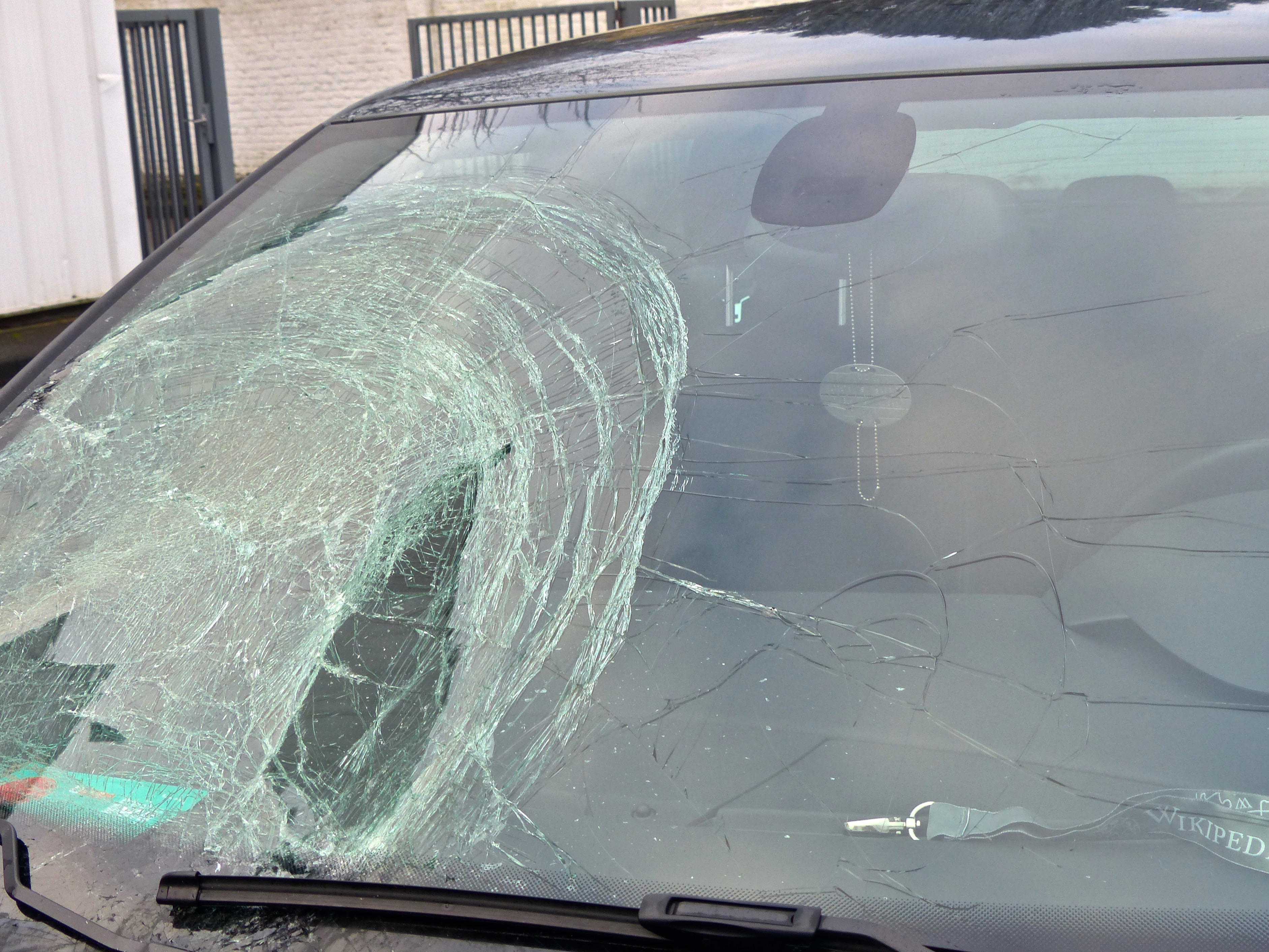
Parabrisas de vidrio de seguridad laminado, gravemente dañado después de sufrir el impacto del hielo desprendido de un camión

La reparación de los cristales de un coche es una opción respetuosa con el medio ambiente, aunque se limita a los parabrisas de los automóviles, ya que son de vidrio laminado y tienen una capa de PVB para minimizar la rotura del vidrio en caso de impacto. Se pueden reparar pequeñas virutas de piedra o grietas en la capa superior del parabrisas que no tienen impacto en el PVB o la capa interna. La reparación de grietas utiliza un procedimiento especializado, que depende del tamaño, la posición, el tipo y la profundidad de la grieta. En la mayoría de los casos, los impactos de hasta 5 cm son reparables, con defectos que superan este tamaño generalmente debe reemplazarse el parabrisas. Sin embargo, las distintas legislaciones locales pueden variar con respecto a la reparación segura del parabrisas, dado que cualquier defecto generado en una luna puede convertirse en una razón para comprometer su integridad estructural.
La reparación del parabrisas requiere despejar el área de impacto y eliminar el aire mediante la formación de un vacío. Para rellenar la grieta se usa un fluido transparente, que se trata con luz ultravioleta para transformar químicamente su estado para solidificarlo y rellenar la grieta finalmente. Si la reparación la realiza un profesional, la transparencia se recupera hasta en un 95%, con total integridad estructural.

## Sustitución
El vidrio del vehículo que no sea el parabrisas puede romperse con un impacto, en cuyo caso es necesario reemplazarlo. Por otro lado, cualquier impacto que produzca una grieta de más de 7 cm suele requerir reemplazar el parabrisas. Los cristales de la carrocería del vehículo que no son fijos, como los vidrios de las ventanillas, no requieren adhesivo para su instalación. Pero el parabrisas, los techos solares y el vidrio de la ventana trasera generalmente están adheridos en la mayoría de los coches. Requieren adhesivo para unir el vidrio con la estructura del automóvil. El Estándar federal de seguridad de vehículos automotores de EE. UU. (212/208) garantiza la fiabilidad de los adhesivos utilizados en los vehículos en los Estados Unidos. La sustitución de un vidrio adherido puede llevar hasta una hora de trabajo. Uno de los aspectos importantes que garantizan una instalación segura es el tiempo necesario para que el adhesivo se cure. Esto se conoce como tiempo de conducción segura o tiempo mínimo de conducción. Es necesario un curado completo del adhesivo para garantizar que el vidrio del automóvil pueda soportar adecuadamente cualquier tipo de impacto durante un percance o accidente.